# Tokugawa Ietsuna
En aquest nom japonès, el cognom és Tokugawa.
Tokugawa Ietsuna (徳川 家綱, 7 de setembre de 1641 - 4 de juny de 1680) va ser el quart shogun del Shōgun Tokugawa al Japó. Era el fill gran de Tokugawa Iemitsu, i el net de Tokugawa Hidetada.
Tokugawa Iemitsu va morir el 1651, abans de complir els 50. Després de la seva mort, la dinastia Tokugawa es va veure en un gran risc. Ietsuna, es va convertir en shogun amb només 10 anys. No obstant això, tot i la seva edat, Minamoto no Ietsuna es va convertir en el shogun del Kei'an 4 (1651). Va estar cinc anys tenint un regent que ho controlava, però Ietsuna va assumir el seu paper com a cap de la bakufu burocràtica.